# Angeren (dorp)

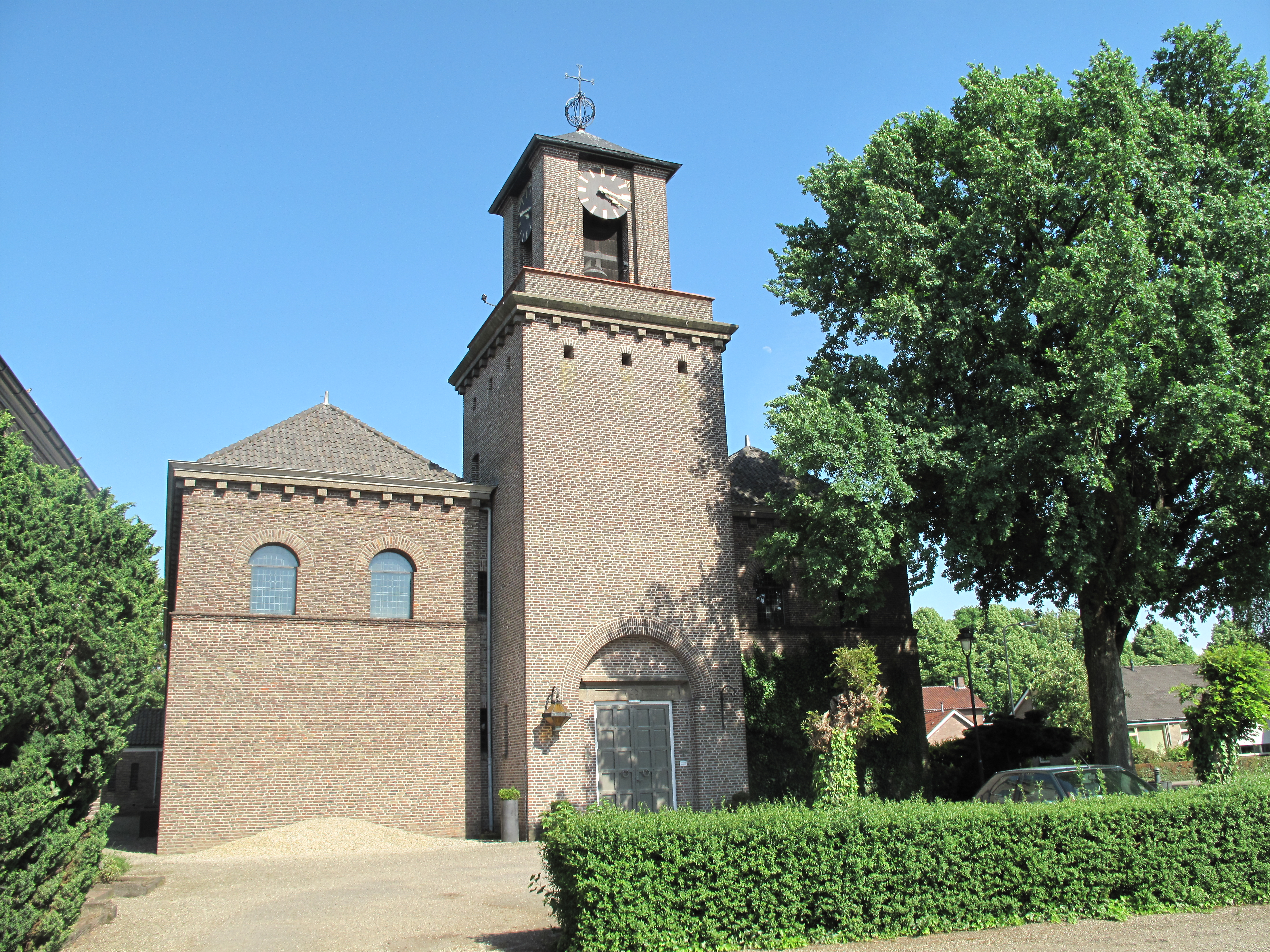
De Sint-Bavokerk te Angeren

Angeren is een dorp in Nederland, in de provincie Gelderland. Het dorp ligt in de landstreek de Betuwe en valt onder de gemeente Lingewaard. De plaats is gelegen aan de rivieren de Nederrijn en de Linge, in het laagland tussen de steden Arnhem en Nijmegen. Angeren had 2.905 inwoners op 1 januari 2023.

## Geschiedenis
Angeren werd in een oorkonde uit 814/815 al vermeld als nederzetting met een kerk, genaamd Angrina. In 1160 was Angeren een zelfstandige parochie. Dit kerkdorp groeide in de middeleeuwen uit tot een plaats met een dorpsplein, een molen aan de Rijndijk en het kasteel Roode Wald. De bewoners vonden hun bestaan voornamelijk in de landbouw. Veel boerderijen lagen verspreid buiten de dorpskern. In Angeren woonden vooral veel varkenshouders. Vanaf 1825 zorgden ook de steenfabrieken in de uiterwaarden voor een aanmerkelijke werkgelegenheid.

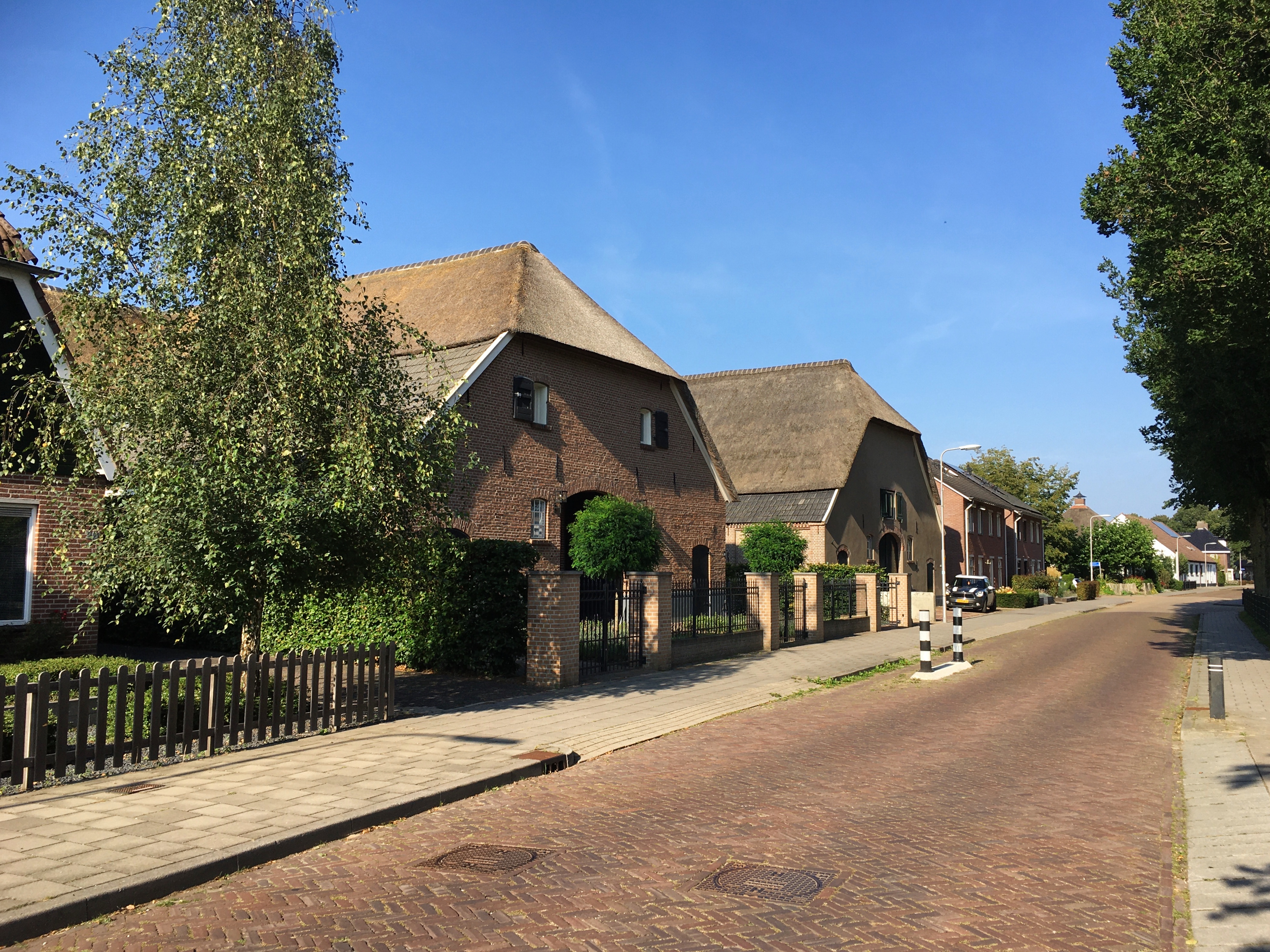
Zicht op de Molenstraat

Tot 2001 hoorde Angeren bij de voormalige gemeente Bemmel, die op 1 januari van dat jaar fuseerde met de voormalige gemeentes Huissen en Gendt. Deze fusiegemeente droeg tot 1 januari 2003 de naam Bemmel; sindsdien Lingewaard.

## Natuur en landschap
Vanuit een fysisch-geografisch oogpunt gezien ligt Angeren volledig in het Over-Betuwse rivierlandschap van het rivierengebied. Het grondgebied van de plaats bevat relatief veel ooi- en poldervaaggronden. In het oosten van Angeren bevinden zich uiterwaarden van de Nederrijn; deze zijn onderdeel van het grensoverschrijdende Natura 2000-gebied de Gelderse Poort. De Angerense uiterwaarden bevatten verscheidene karakteristieke ecotopen van de Nederlandse riviernatuur, waaronder bijvoorbeeld zachthoutooibossen, kolken, tichelgaten en rivierstranden.

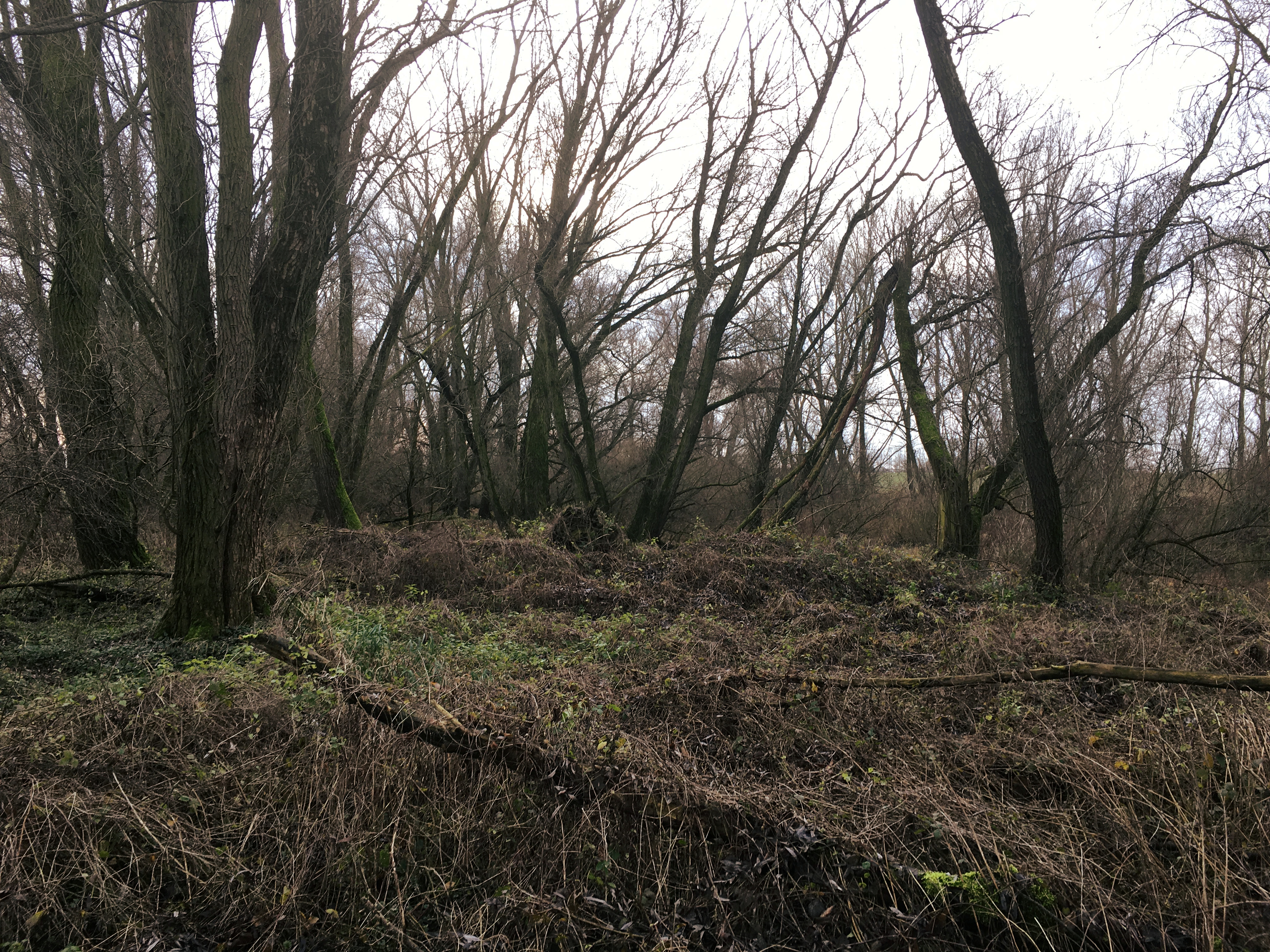
Een zachthoutooibos (winteraspect) in de uiterwaarden
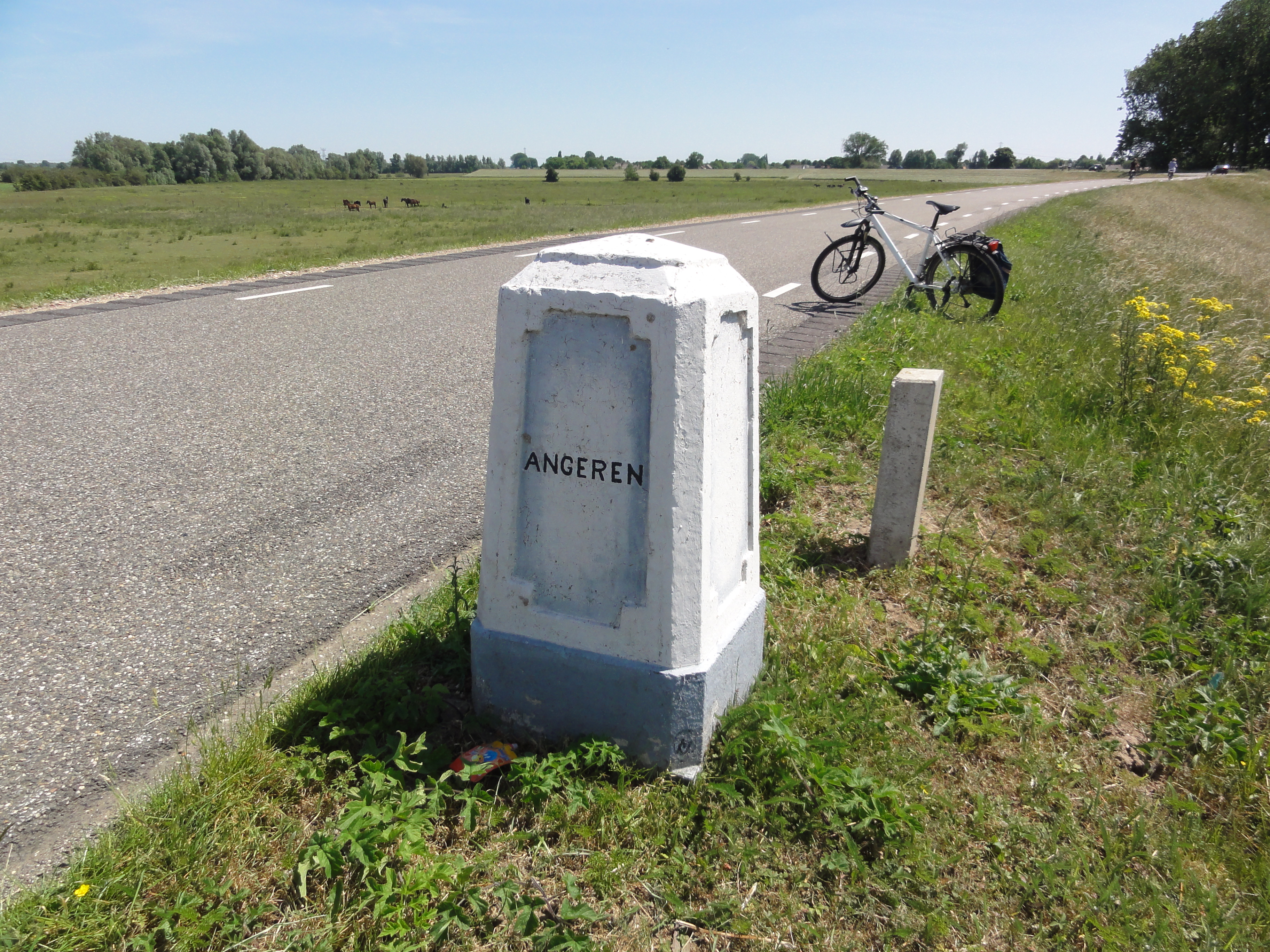
De grenspaal Angeren-Huissen en een dijkpaal op de Rijndijk
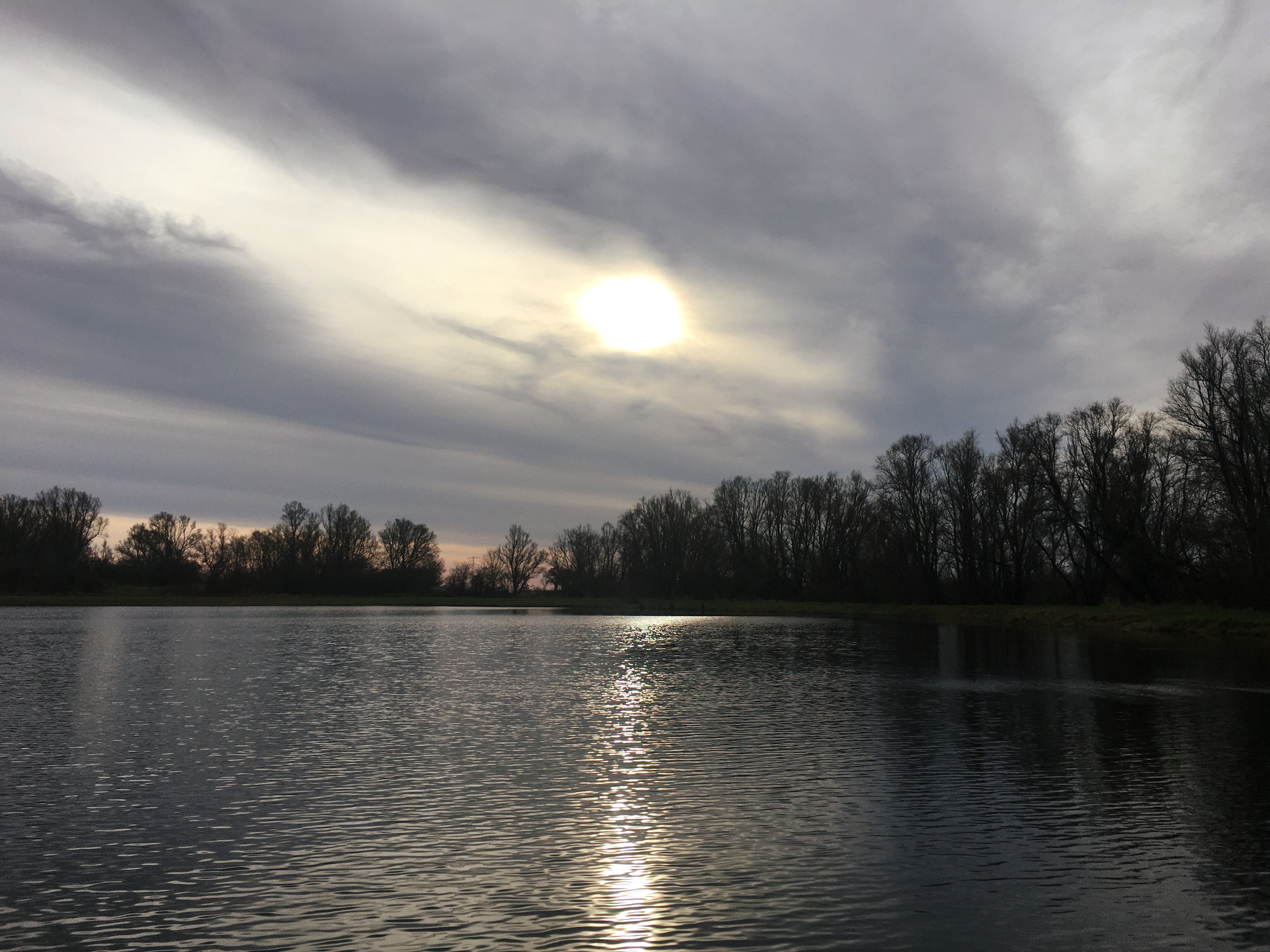
Het Zuidergat, een tichelgat in de uiterwaarden

Op het kerkhof naast de Sint-Bavokerk komt de korstmosparasiet Polycoccum pulvinatum voor. De soort is in Nederland zeer zeldzaam.

## Infrastructuur

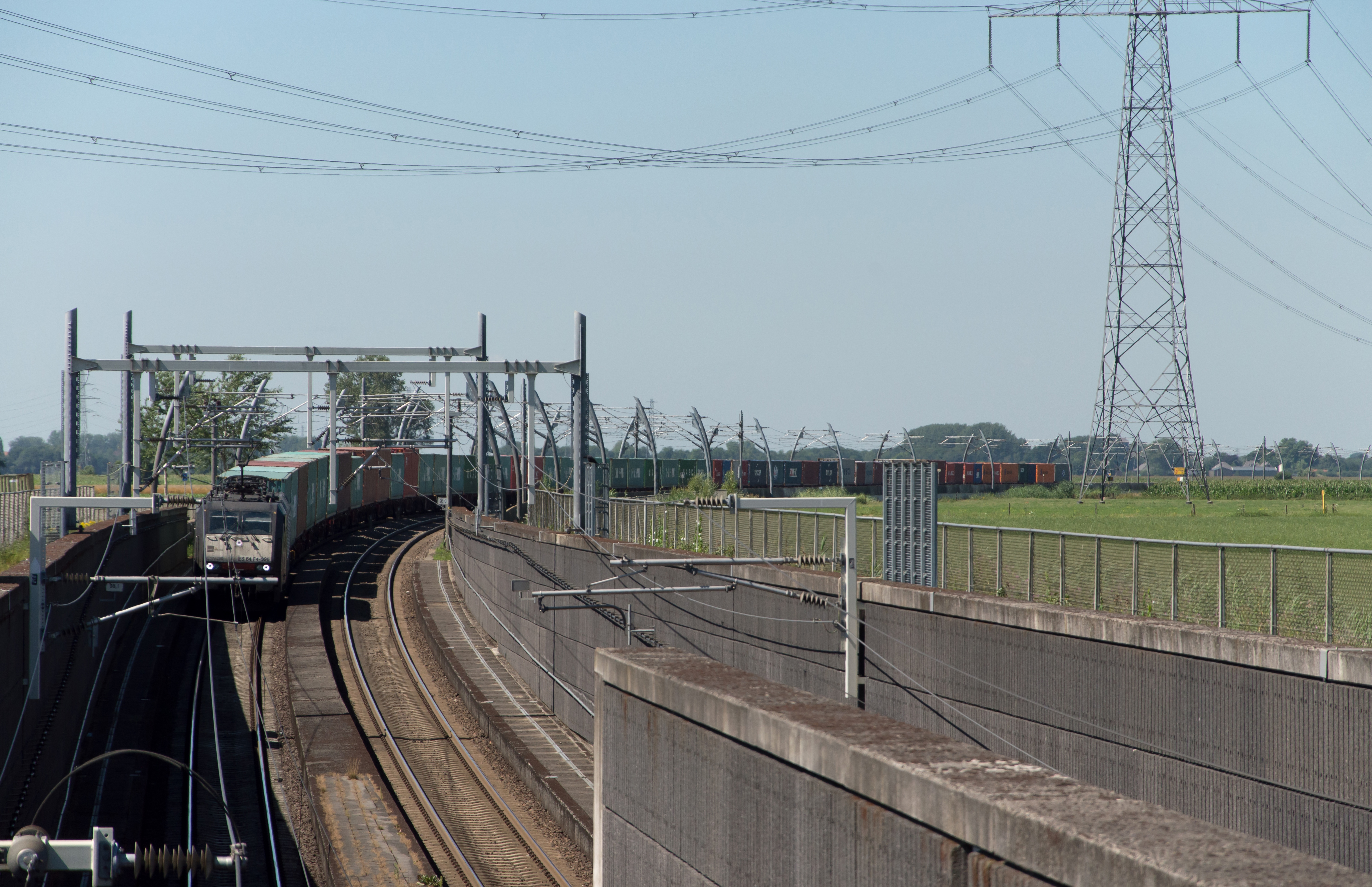
Goederentrein op de Betuweroute

Door Angeren loopt de N838. Dit is een provinciale weg die (via Angeren) van Gendt naar Huissen verloopt.
Ook loopt de Betuweroute door het grondgebied van Angeren. Dit is een goederenspoorlijn van de Maasvlakte bij Rotterdam naar de Duitse grens (enkele kilometers voorbij Zevenaar). De Betuweroute gaat bij de Angerense buurtschap Boerenhoek via een spoortunnel onder het Pannerdensch Kanaal door, en komt aan de overkant (bij Groessen) weer boven het maaiveld uit. Deze spoortunnel, genaamd de Spoortunnel Pannerdensch Kanaal, is sinds juni 2004 in gebruik. Een deel van de boor die gebruikt werd om de tunnel te maken bleef staan als monumentaal kunstobject.

## Verenigingsleven
In de zomer wordt er ieder jaar een kinderdorp in Angeren georganiseerd door de stichting 'Kinderdorp Angeren'. Verder vinden er het hele jaar door verschillende typen activiteiten plaats in het dorpshuis.

Vanaf 1958 bestaat er in Angeren een scouting, genaamd 'St. Augustinus'. In de eerste jaren bestond deze alleen uit welpen en verkenners. Later werd de scouting uitgebreid met takken voor meisjes. Verder is er in het dorp nog een oldtimerclub actief genaamd 'Angerse Oldtimer Club' en een historische kring genaamd 'Historische Kring Angeren' (HKA). 

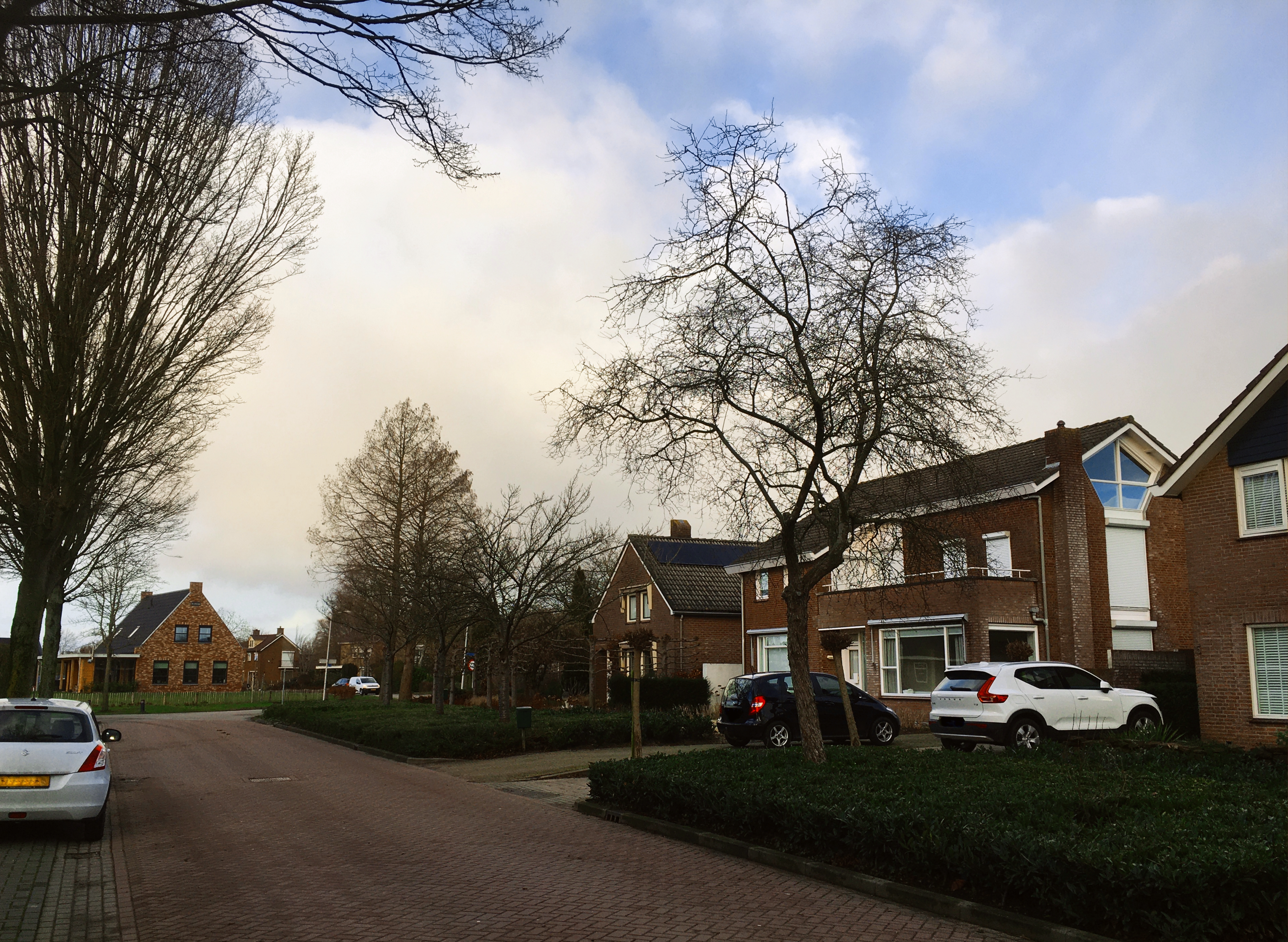
Jan Joostenstraat, in de bebouwde kom

### Carnaval
In Angeren is de carnavalsvereniging 'Angerens Karnaval Gezelschap de Narrenpoel' actief. Meestentijds wordt deze vereniging afgekort als 'AKG de Narrenpoel'. Sinds 1969 vindt er in het dorp elk jaar een carnavalsoptocht plaats. Vanouds was de alternatieve plaatsnaam voor Angeren tijdens de carnaval Keujesgat. Met een keuje wordt in de Betuwe een varken bedoeld. De naam Keujesgat refereert naar het landbouwverleden van de plaats; Angeren stond van oudsher bekend om zijn vele varkenshouderijen. In het centrum van het dorp staat een standbeeld van een varken, genaamd Het Keuje. Vlak voordat de carnavalsoptocht begint, is het een Angerense traditie dat dit varkensbeeld wordt gewassen met een alcoholische drank; dit wordt gedaan door de Prins.
Vanaf 2020 werd de Angerense carnavalsnaam Keujesgat vervangen door de naam Windmolensgat. Deze wijziging vond plaats omdat men de naam Keujesgat niet langer meer van toepassing vond; er woonden nauwelijks nog varkenshouders in het dorp, waardoor varkens totaal geen prominente rol meer speelden in de subsistentie van de Angerenaren. Toen de gemeente Lingewaard in 2020 toestemming gaf om twee windturbines van 240 meter hoog te laten bouwen in het buitengebied van Angeren, werd besloten om de naam Keujesgat te veranderen in Windmolensgat. Sinds 2024 wordt de naam Keujesgat weer gebruikt, omdat men de naam Windmolensgat niet kon accepteren.

### Muziek
In Angeren zijn de volgende muziekverenigingen gevestigd:
| Naam                 | Type muziekvereniging                     |
| -------------------- | ----------------------------------------- |
| De Deurdweilers      | Dweilorkest                               |
| Harmonie Angeren     | Harmonieorkest                            |
| Drumfanfare St. Bavo | Drumfanfare (van Schuttersgilde St. Bavo) |
| Zang en Vreugde      | Seniorenkoor (van SASA-Angeren)           |
| De Bavootjes         | Kinderkoor (van de parochiekerk)          |

### Sport
In Angeren zijn de volgende sportverenigingen gevestigd:
| Naam            | Sport        |
| --------------- | ------------ |
| SV Angeren      | Voetbal      |
| HV Angeren      | Handbal      |
| VC Hexagon      | Volleybal    |
| TV Angeren      | Tennis       |
| De IJsvogels    | Schaatsen    |
| Judo Angeren    | Judo         |
| Looping Angeren | Tafeltennis  |
| De Ploeg        | Jeu de boule |
| Flow            | Ballet       |
| The Stars       | Dans         |

## Bekende personen

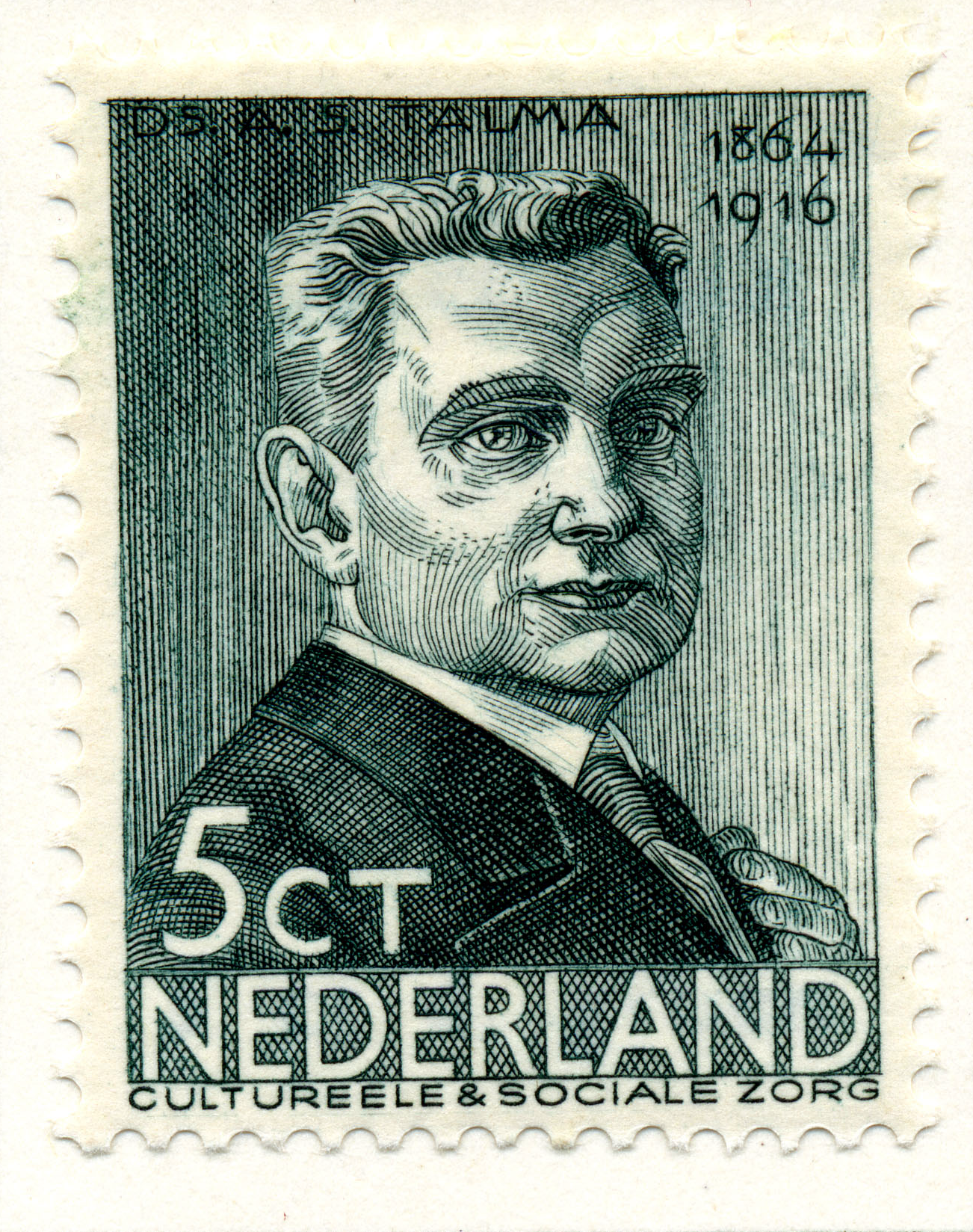
Zomerpostzegel uit 1936 van Syb Talma

Bekende personen die in Angeren zijn geboren, er wonen, of gewoond hebben zijn:
- Berry Arends (1967), voormalig profvoetballer
- Syb Talma (1864–1916), voormalig minister van Landbouw, Nijverheid en Handel in de periode 1908–1913

## Afbeeldingen

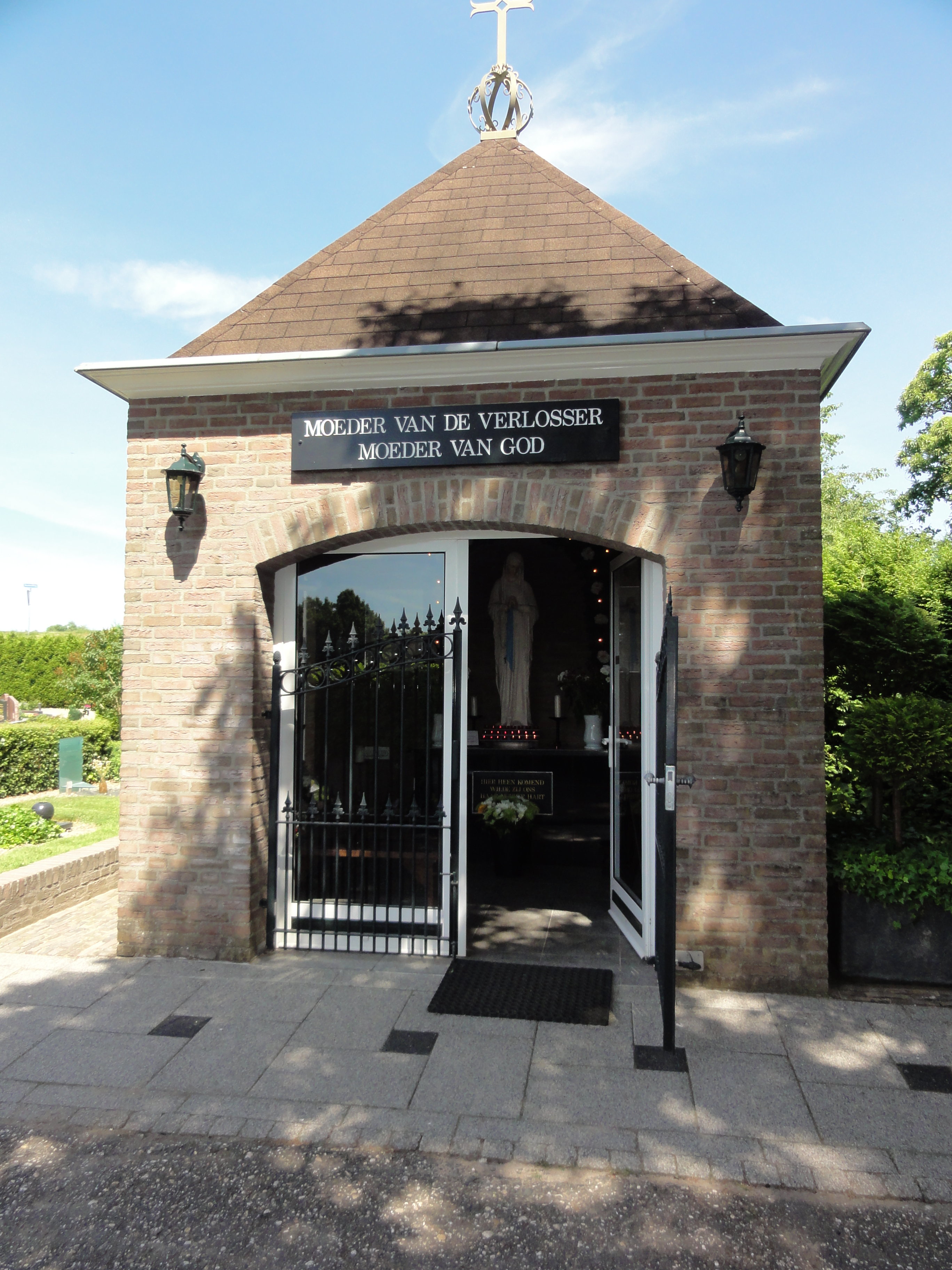
Mariakapel 'OLV van Banneux Angeren'
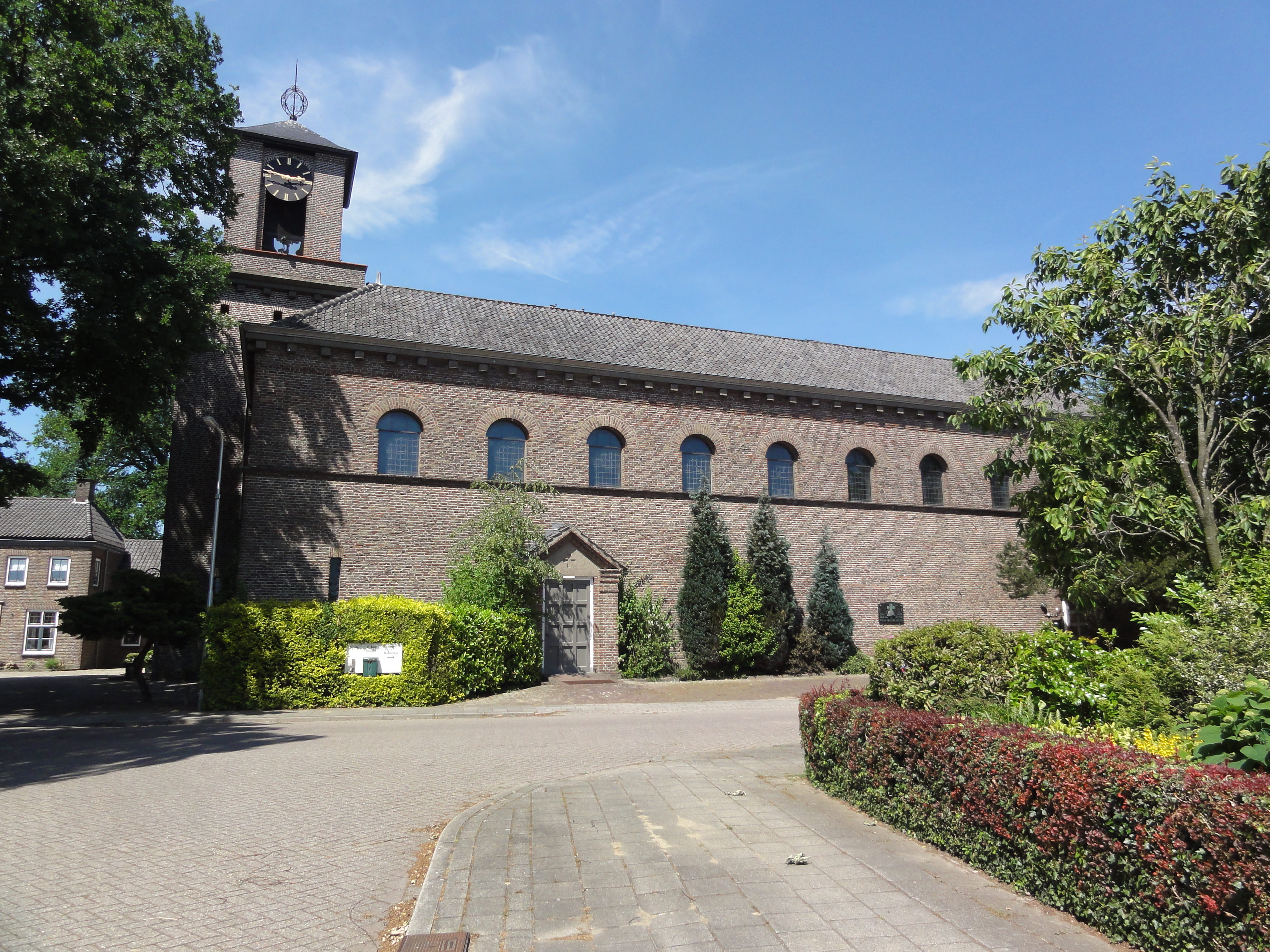
De zuidzijde van de Sint-Bavokerk te Angeren
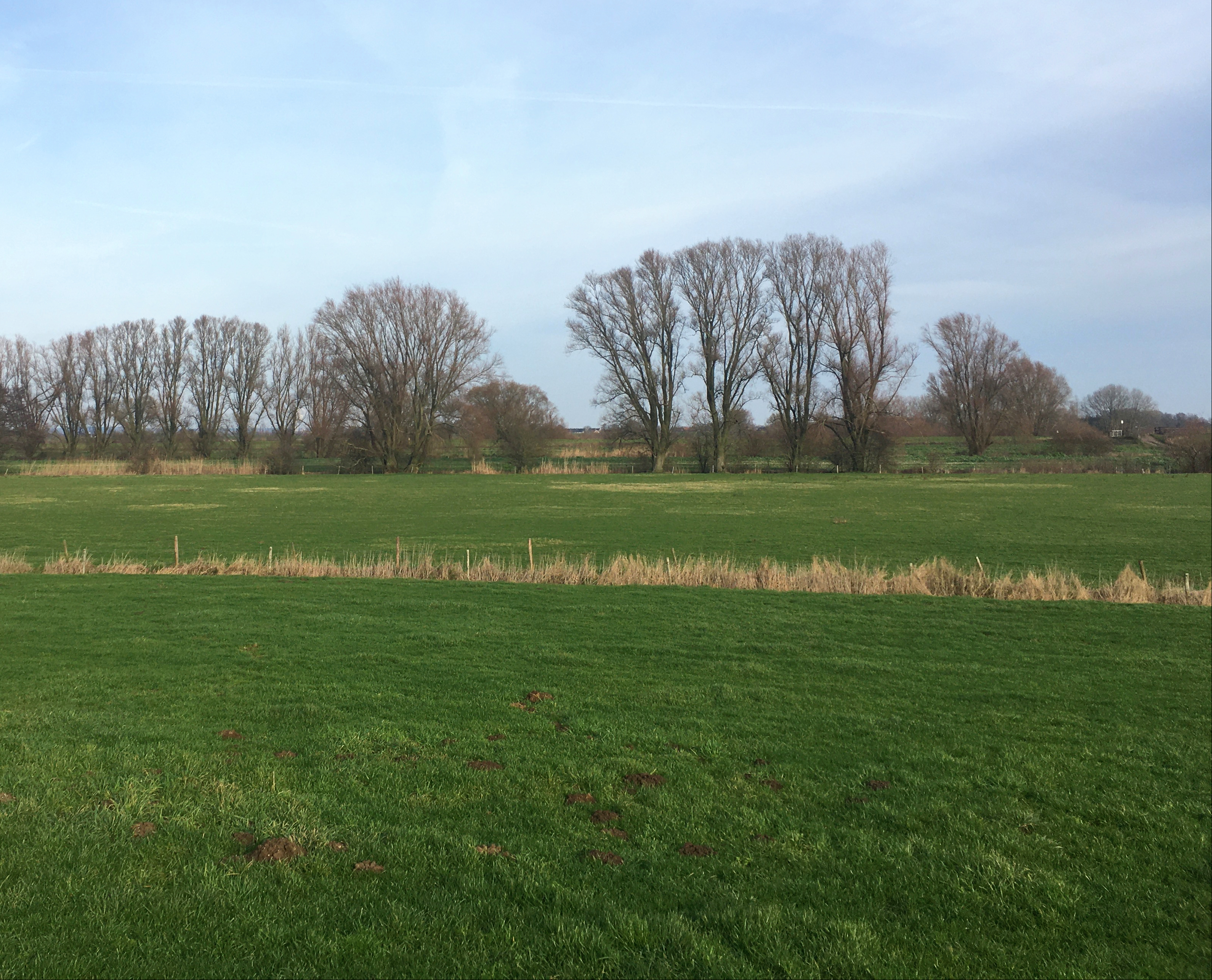
Het landschap in de Angerense buitenpolder
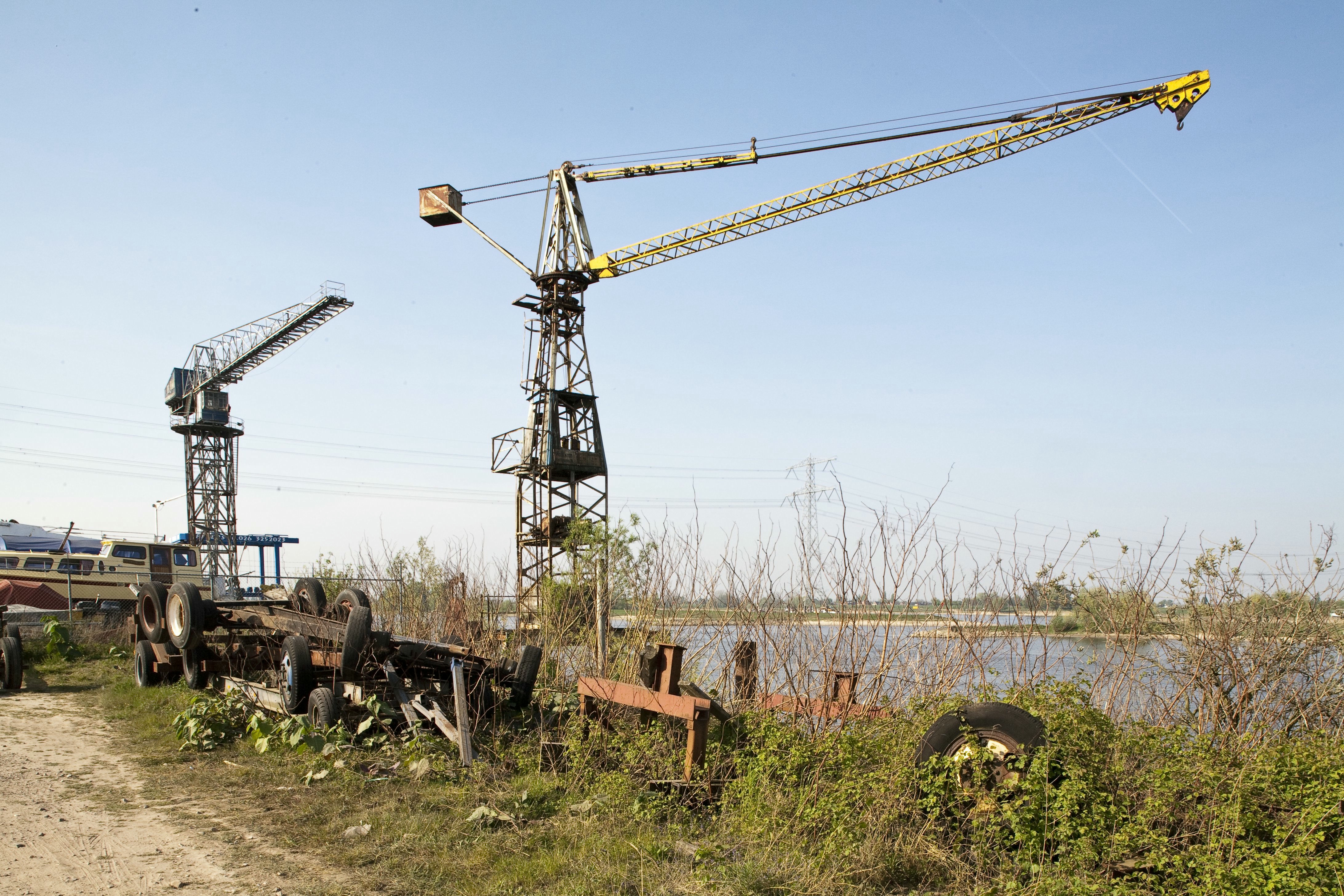
Oude hijskranen op de scheepswerf

## Trivia
- Sinds het voorjaarsfeest 'Lentekriebels' in 2009 heeft Angeren een eigen dorpsvlag.
- Op 8 mei 2016 kwam de 99ste editie van de wielerwedstrijd de Ronde van Italië door Angeren.